# NGC 5856
NGC 5856 is een ster in het sterrenbeeld Ossenhoeder. Het hemelobject werd op 24 mei 1791 ontdekt door de Duits-Britse astronoom William Herschel. Deze ster werd in de New General Catalogue opgenomen omdat sommige astronomen in de onmiddellijke omgeving ervan nevelachtigheid hadden waargenomen. De Franse astronoom Guillaume Bigourdan echter nam een gewone ster waar.

## Synoniemen
- HD 134064
- SAO 101379